# Porfirio Vásquez
Carlos Porfirio Vásquez Aparicio (Aucallama, 4 de noviembre de 1902 - Lima, 26 de septiembre de 1971) fue un guitarrista, cantante, bailarín, cajoneador y decimista peruano llamado El Patriarca de la Música Negra.

## Biografía
Nació en Aucallama, en la provincia de Huaral en 1902. Posteriormente dejó su ciudad natal y asentó en Lima, en el barrio de Breña. Es hermano de Carlos Vásquez Aparicio, quien fuera un importante decimista de la época. 
Casado con doña Susana Díaz Molina, fue padre de ocho hijos quienes heredaron su vocación por la música como el primogénito Vicente Vásquez quien fue un importante guitarrista y Abelardo Vásquez, entre otros. Con ellos formó un conjunto llamado “Porfirio Vásquez y sus hijos” que realizó numerosas presentaciones. Posteriormente se casó con Elia Montero de la Colina (hermana de músico Caitro Soto), con quien tuvo su último hijo Pepe Vásquez, quien fue uno de los principales representantes de la música afroperuana. 
Fue cultor de varios géneros musicales afroperuanos como el agua'e nieve, el alcatraz, el zapateo y el festejo. Además influyó mucho en Nicomedes Santa Cruz en sus inicios como decimista.
En 1949 fue profesor en la primera Academia Folklórica que se fundó en Lima dictando clases de danza y guitarra. En aquellos tiempos no había una manera definida de bailar festejo por lo que tomó algunos pasos de danzas similares, estableciendo muchos de los pasos básicos que hasta hoy se conservan.
Falleció en 1971 tras haber sufrido un derrame cerebral. En 1984 Abelardo Vásquez, el cuarto de sus hijos, fundó en su honor la "Peña Don Porfirio" en el distrito de Barranco.